# Shōzō Kaga
Shōzō Kaga (jap. 加賀 昭三, Kaga Shōzō) ist ein japanischer Game Designer und Spieleentwickler. Er ist der Schöpfer der Fire-Emblem- und TearRing-Saga-Serie.

## Karriere
Shōzō Kaga entwickelte unter der Regie von Intelligent Systems, ein zu Nintendo gehörendes Spieleentwicklungsstudio, die ersten fünf Fire-Emblem-Spiele. Danach, im Jahr 2000, verließ er die Firma und gründete sein eigenes Studio, die Tirnanog, und publizierte zusammen mit Enterbrain im Jahr 2001 die TearRing Saga für die PlayStation. Da das Spiel sich stark an die Fire-Emblem-Spiele anlehnt, reichte Nintendo eine Klage wegen Urheberrechtsverletzung ein. Als Resultat musste der Name des Spiels vom ursprünglichen Titel Emblem Saga zu TearRing Saga geändert werden, zudem mussten auch alle Referenzen auf Szenarien der vorherigen Fire-Emblem-Teile entfernt werden. Nach einer erneuten Klage seitens Nintendo musste Enterbrain schließlich eine Strafe von 76 Millionen Yen zahlen. Trotzdem gilt das Spiel als ein Verkaufsschlager, denn allein in den ersten drei Monaten verkaufte es sich in Japan 345.000 Mal.
Im Jahr 2005 erschien eine Fortsetzung zum TearRing Saga namens Berwick Saga für die PlayStation 2. Das Spiel beinhaltet ein stark modifiziertes Gameplay, das sich weniger an die Fire-Emblem-Reihe anlehnt. Die innovativen Spielzüge wurden sehr gelobt. Trotz dessen verkaufte sich das Spiel nur 84.000 Mal. Anschließend wurde die Firma Tinanog aufgelöst und die Serie eingestellt. Seither schien Kaga in den Ruhestand zu sein.

Nach zehn Jahren, im Jahr 2015, gab er seinen Comeback bekannt. Er entwickelte ein Indie-Game, welches über eine Crowdfunding-Kampagne auf der Plattform Kickstarter finanziert werden sollte. Der Titel lautete Vestaria Saga I.

## Ludografie
Fire-Emblem-Spiele
- Fire Emblem: Shadow Dragon and the Blade of Light (1990: Nintendo)
- Fire Emblem Gaiden (1992: Nintendo)
- Fire Emblem: Mystery of the Emblem (1994: Nintendo)
- Fire Emblem: Genealogy of the Holy War (1996: Super Nintendo)
- Fire Emblem: Thracia 776 (1999: Super Nintendo)

TearRing-Saga-Spiele
- TearRing Saga (2001: PlayStation)
- Berwick Saga (2005: PlayStation 2)

Sonstige Spiele
- Super Nintendo Wars (1998: Super Nintendo)
- Vestaria Saga I (2016: Windows)